# Perlit (metalurgia)
Perlit – płytkowe skupienia ferrytu i cementytu powstałe przez rozpad eutektoidalny austenitu.
Składnik stopów żelaza, mieszanina ferrytu i cementytu powstająca z austenitu w wyniku przemiany eutektoidalnej w temperaturze 727 °C; zawierająca 0,77% węgla. Poprzez przemianę eutektoidalną będziemy rozumieć odwracalną przemianę austenitu w perlit (ferryt i cementyt) zachodzącą w stałej temperaturze.

## Podstawowe informacje
W stalach perlit składa się z przemiennie ułożonych płytek ferrytu i cementytu. Obszary perlitu, w których płytki są względem siebie równoległe nazywane są koloniami. Kolonie perlitu zarodkują na granicach ziaren austenitu. Przy małych przechłodzeniach, gdy liczba powstających kolonii jest mała, płytki wzrastają przez dłuższy czas bez wzajemnego zderzania się. W przypadku dużych przechłodzeń granice ziaren pokrywają się ciągłą warstwą perlitu już na początku przemiany, a dalszy przebieg polega tylko na pogrubianiu już utworzonych warstw. Zgodnie z tymi mechanizmami zależnymi od wielkości przechłodzenia można wyodrębnić dwa rodzaje perlitu:
- perlit gruboziarnisty
- perlit drobnoziarnisty (troostyt)[3].

Im cieńsze są płytki ferrytu i cementytu tym lepszymi własnościami wytrzymałościowymi, a w konsekwencji gorszymi własnościami plastycznymi będzie charakteryzować się stal. Perlit przy powiększeniu około 1000x ujawnia wyraźnie swą budowę płytkową. Przy powiększeniu około 400x płytki ferrytu i cementytu mogą być jeszcze dobrze rozróżnialne. Stosunek grubości płytki ferrytu do grubości płytki cementytu wynosi 7:1.

## Przemiana perlityczna
Przemiana perlityczna reprezentuje dużą grupę przemian eutektoidalnych. Charakteryzują się one tym, iż z jednorodnej fazy wyjściowej powstaje mieszanina dwóch nowych faz stałych. Różnią się one od fazy wyjściowej strukturą krystaliczną i składem chemicznym. Przemiana perlityczna jest bardzo podobna do wydzielania nieciągłego.
Przemiana perlityczna jest jednym z przypadków przemian dyfuzyjnych austenitu. Zachodzi po ochłodzeniu austenitu poniżej temperatury Ar1. Temperatura Ar1 to temperatura całkowitej przemiany austenitu w ferryt lub w ferryt i cementyt (perlit) podczas chłodzenia. W warunkach równowagi termodynamicznej z austenitu o zawartości 0,77% C powstaje mieszanina eutektoidalna ferrytu o zawartości 0,0218% C i cementytu o zawartości 6,67% C.

## Odkształcenie perlitu
Podczas odkształcania perlitu następuje rozwinięcie się mozaikowej struktury w ferrycie. Równanie na chwilową wartość naprężenia potrzebnego do utrzymania płynięcia plastycznego materiału σ zostało zaproponowane przez Embury’ego i Fishera.
{\displaystyle \sigma =\sigma _{f}\cdot {\frac {k}{(2S_{0})^{1/2}}}\cdot {\text{exp}}\left({\frac {\epsilon }{4}}\right),}
gdzie:
{\displaystyle \sigma _{f}} – naprężenie w ferrycie [N/m²],
k – stała proporcjonalności związana z wytrzymałością komórkowej struktury [m1/2],
{\displaystyle S_{0}} – początkowa odległość międzypłytkowa w perlicie [m],
{\displaystyle \epsilon } – odkształcenie liniowe.
Równanie Embury’iegi-Fishera pozwala również na podstawie znanego odkształcenia liniowego oszacować średnią odległość międzypłytkową w perlicie:
{\displaystyle S_{A}=S_{0}\cdot {\text{exp}}\left(-{\frac {\epsilon }{2}}\right).}
Odległości międzypłytkowe zmniejszają się wraz ze zwiększaniem prędkości chłodzenia oraz mają one decydujący wpływ na własności perlitu.